# Долорес Клейборн (роман)
«Доло́рес Клейборн» (англ. Dolores Claiborne, 1992) — роман Стивена Кинга. История о том, как несчастная женщина убивает своего мужа во время солнечного затмения. Кинг посвятил книгу своей матери, Нелли Рут Пиллзбери-Кинг.
Роман занял первое место в списке бестселлеров по версии «Publishers Weekly» за 1992 год.

## Сюжет
Действие произведения разворачивается в штате Мэн на острове Литтл-Толл. Главная героиня романа — Долорес Клэйборн, 65-летняя вдова, подозревается в убийстве своей состоятельной нанимательницы Веры Донован. В 1980-х Веру хватило несколько ударов, она страдала деменцией и галлюцинациями, вследствие чего Долорес приходилось совмещать свою основную работу домработницы с ролью сиделки. Долорес отрицает свою вину в её смерти, но признаётся констеблю в том, что тридцать лет назад она убила своего мужа, Джо Сент-Джорджа. Исповедь Долорес превращается в историю её жизни.
В старших классах Долорес полюбила Джо Сент-Джорджа и вскоре вышла за него замуж, после чего у них поочерёдно родились трое детей: дочь Селена и сыновья Джо-младший и Пити. Однако постепенно Джо превращается в агрессивного алкоголика и втягивает семью в долги, из-за чего, когда в 1949 году семья миллионеров Майкла и Веры Донованов покупают на острове дом для летнего отдыха, то Долорес соглашается работать у них горничной, чтобы расплатиться с долгами мужа. Фактически только из-за этого ей удаётся выдержать жёсткие требования вздорной Веры к работе — та исповедует принцип тотальной чистоты. За последующие годы Долорес проходит путь от уборщицы до экономки. В 1960 году Майкл Донован разбивается в автокатастрофе из-за неисправных тормозов, после чего Вера насовсем селится на острове. Смерть мужа и переезд создают трещину в отношениях Веры с её детьми, Хельгой и Дональдом, которые после этого перестают показываться на острове.
Однажды ночью 1960 года шаткий брак между Долорес и Джо достигает апогея, когда он сильно ударяет её поленом и в ответ Долорес разбивает о его голову кувшин со сливками, а затем угрожает ему топором. Сцену наблюдает Селена, которая не понимает, что её мать действовала в целях самообороны. И хотя Долорес пытается сгладить ситуацию, отношения между матерью и дочерью разлаживаются — Селена начинает больше проводить времени с отцом, который одновременно начинает отстраняться от сыновей. В 1962 году Долорес замечает, что Селена становится всё более замкнутой, напуганной и антисоциальной, и начинает подолгу задерживаться в школе. Подумав, что она встретила мальчика или страдает наркоманией, Долорес, наконец, подкарауливает Селену, когда они возвращаются домой на островном пароме. Она объясняет правду об инциденте с топором, и Селена неохотно признаётся, что отец домогается её. Долорес обещает, что он будет арестован, если снова коснётся Селены, и решает защитить своих детей, сбежав от Джо. Когда она приходит в банк, чтобы обналичить сберкнижки все трёх детей, то обнаруживает, что ранее Джо заявился туда и обманул работников банка, сказав, что все три книжки утеряны, из-за чего все деньги теперь хранятся на новом счету, доступ к которому имеет только он.
Хотя отношения с Селеной налаживаются, а самой Долорес удаётся запугать Джо настолько, чтобы он перестал трогать Селену, но потеря денег является для неё большой бедой, потому что она откладывала их на будущее образование детей, дабы те смогли уехать с Литтл-Толла и не стать людьми, вроде Джо. В итоге она доводит себя до такого отчаяния, что прямо в присутствии Веры впадает в истерику. Неожиданно Вера (которую Долорес на протяжении повествования неоднократно называет «Вера-Целуй-Меня-В-Задницу-Донован», чтобы подчеркнуть её вздорность) проявляет некое сочувствие и сообщает Долорес, что по закону в случае смерти Джо та автоматически получит доступ к его счёту. Затем она говорит, что с такими мужьями, как Джо, всегда происходят несчастные случаи, и весьма непрозрачно намекает на то, что это она подстроила аварию, в которой погиб её муж Майкл (он тогда возвращался от любовницы). «Иногда приходится быть высокомерной стервой, чтобы выжить. Иногда женщина только тем и держится, что она стерва» — говорит Вера Долорес и напоследок замечает, что «иногда несчастный случай может стать лучшим другом несчастной женщины». К собственному удивлению Долорес быстро придумывает, как расправиться с мужем — заманить его в кусты недалеко от дома, где когда-то был колодец, но теперь он высох и его прикрывают сверху только хлипкие доски, которые не выдержат человеческого веса.
Однако Долорес не решается сразу привести замысел в действие, потому что опасается, что Селена сразу обо всём догадается, и решает выждать какое-то время. В итоге она ждёт до лета 1963 года, когда 20 июля будет солнечное затмение — почти все жители острова будут на лодках в проливах. Селена, по совпадению, именно на этот период уезжает с острова на работу в христианский лагерь, а сыновей Долорес отправляет к родственникам. Обманом напоив Джо алкоголем Долорес провоцирует его, чтобы он полез на неё с кулаками. Спасаясь от него она заманивает его к колодцу, но Джо не погибает, хотя и получает сильные травмы. Через какое-то время он выкарабкивается из колодца и тогда Долорес бьёт его камнем по лицу, после чего Джо летит обратно и окончательно умирает. Несмотря на то, что у следствия есть правильные подозрения в отношении Долорес, официально принимается версия о несчастном случае (якобы Джо, напившись, забрёл туда, где колодец, свалился в него, а когда пытался выбраться, то схватился за шаткий камень на краю и упал обратно, а камень ударил его в лицо). И хотя теперь Долорес окончательно освободилась от гнёта мужа, вокруг на неё на острове начинают ходить соответствующие сплетни, а Селена всё равно обо всём догадывается и снова отдаляется от матери. Проходят года и дети Долорес покидают остров: Селена становится известной в Нью-Йорке журналисткой (но в то же время имеет проблемы с алкоголем), Джо-младший — сенатором штата, а Пит вступает в армию и погибает во время войны во Вьетнаме буквально накануне её завершения.
В 1980-х Вера Донован переносит серию инсультов из-за чего Долорес переезжает жить к ней в качестве компаньонки, но в конечном итоге становится для неё сиделкой, так как у Веры постепенно начинает прогрессировать старческий маразм — в такие моменты её начинают посещать галлюцинации в виде гигантских комков ненавистной пыли, которые она называет «мусорными кроликами». Но даже оказавшись прикованной к постели Вера умудряется проявлять свой вредный характер путём того, что принципиально испражняется, когда Долорес рядом нет, чтобы та не успела подложить ей судно. Наконец Долорес доходит до дня смерти Веры. Выясняется, что Вера, напуганная очередным «кроликом», нашла в себе силы встать из инвалидной коляски, когда Долорес рядом не было, после чего она дошла до лестницы и упала с неё. Будучи сильно физически травмированной Вера неожиданно демонстрирует просветление и просит Долорес убить её. Только из чувства элементарного сочувствия Долорес идёт за скалкой на кухню, но Вера умирает прежде, чем она возвращается. Такую сцену и застаёт местный почтальон, из-за чего Долорес становится подозреваемой в убийстве Веры.
На следующей день ей звонит адвокат Веры и Долорес узнаёт, что та завещала ей всё своё состояние, в общей сложности 30 миллионов долларов. Поскольку жители острова не скрывают своего презрения к ней, то Долорес чувствует, что они возненавидят её ещё больше за каждый доллар из этих денег, и решает отказаться от наследства в пользу Хельги и Дональда. В ответ адвокат сообщает ей ещё одну шокирующую правду: Хельга и Дональд разбились в автокатастрофе спустя год после смерти их отца — за рулём машины, которую перед этим подарила Дональду Вера, сидела Хельга, у которой не было водительских прав. Однако все последующие 40 лет Вера всегда говорила о детях как о живых и ни разу не проболталась, что они умерли. Здесь Долорес вспоминает, что Вера была против того, чтобы её дети рано садились за руль, но всё же купила Дональду машину, и поэтому Долорес гложут сомнения: была ли это попытка Веры загладить своё чувство вины перед детьми, потому что она убила их отца, или же Хельга и Дональд каким-то образом узнали правду и пытались шантажировать мать, из-за чего Вера аналогично подстроила и их аварию.
Книга завершается цитатами из газетных заметок, сообщающих, что Долорес была оправдана, и что Селена и Джо-младший готовятся нанести ей визит, чтобы отпраздновать вместе Рождество (подразумевается, что отношения Селены с матерью улучшились). Одновременно некий «анонимный благодетель» жертвует 30 миллионов долларов Приюту Маленьких Странников Новой Англии.

## Создание
В одном из интервью Кинг говорил, что в Мэне есть сторона, которую многие не видят, — очаги нищеты и жуткого существования. Люди, живущие и трудящиеся в селе, для которых боль и страдания — это образ жизни. История, рассказанная в книге, отражает этот тезис. Замысел произведения возник во время работы над «Игрой Джералда». Так как в обоих романах затронута тема насилия над женщиной, Кинг думал объединить их в одну книгу, но впоследствии решил разделить эти истории. За основу истории женщины, прожившей полную тяжкого труда жизнь, писатель взял судьбу своей матери, а многие подсюжеты, использованные в книге, он услышал в детстве от неё. Рут Пиллсбери Кинг много лет провела в бедности, заботясь о своих престарелых родителях. Этот опыт вдохновил автора на написание романа. Кинг передал Долорес некоторые черты своей матери, в том числе её любимые словечки:228-229. Книга открывается посвящением матери писателя.
В своих мемуарах Кинг отмечал, что самые интересные сюжетные ситуации обычно формулируются в виде вопроса «что, если». В случае с «Долорес Клэйборн» вопрос стоял так: «Что, если уборщица, подозреваемая в убийстве, которое ей сошло с рук (своего мужа), попадает под подозрение в убийстве, которого она не совершала? (Своего нанимателя)». Автор экспериментировал как с жанром, так и с творческими подходами. «Худший совет, какой мне давали: „Не слушай критиков“. На мой взгляд, к мнению критиков необходимо прислушиваться: иногда они указывают на ошибки, которые ещё не поздно исправить. Зарыв голову в песок, ты лишишь себя возможности узнать чужое мнение и не поймешь, когда нужно что-то поменять. Зато если прислушиваться к критике, можно заметить свои недостатки и вовремя их исправить». Книга, как, к примеру, «Оно» и «Мизери», работала более чем на одном уровне восприятия.
Роман был выпущен издательством Viking Penguin в 1992 году. Первое издание состояло из 305 страниц. Иллюстрировал книгу художник Билл Рассел, который ранее работал над оформлением романа «Нужные вещи»:125. Шесть книг Стивена Кинга, продаваемых в том же году, разошлись тиражом в 11 млн 265 тысяч копий, что принесло от 80 до 100 млн долларов дохода:52. Аудиокнига появилась в продаже также в 1992 году, переиздана на CD в сентябре 2008 года. Она была выпущена компанией HighBridge Audio. Текст читала американская актриса Фрэнсис Стернхаген. Права на публикацию романа, его электронную версию и аудиокнигу на территории Северной Америки с 2016 года принадлежат издательству Scribner, Pocket и Simon & Schuster Audio соответственно. Права на роман были переданы вместе с 26 другими ранними произведениями писателя. На русский язык роман переводили И. Г. Гурова, Е. Харитонова, В. Вадимов. С «Игрой Джералда» роман связывают общая сцена затмения. Также в одном из эпизодов Долорес представляет маленькую девочку в полосатом платье, намекая на героиню Джесси Бирлингейм. Остров Литтл-Толл — место действия не только этого романа, но и «Бури столетия»:381. Повесть «1922 год» из сборника «Тьма, — и больше ничего» стала своего рода антиподом «Долорес Клейборн». В ней, в частности, фермер убивает жену и сбрасывает её труп в колодец.

## Отзывы
Роман достиг первой строчки в списке бестселлеров по версии Publishers Weekly за 1992 год. В аналогичном рейтинге газеты The New York Times книга продержалась 14 недель. Она занял последнее, 14-е место в номинации «Хоррор/тёмное фэнтези» в премии Локус за 1993 год. Спустя время популярность книги пошла на убыль — ныне роман почти забыт поклонниками. Джеймс Смит, обозреватель The Guardian, разительно изменил своё отношение к книге с течением времени. В подростковом возрасте книга казалось ему скучной, и только в более зрелом возрасте роман открылся с новой стороны. Технически и эмоционально книга представляет собой «одно удовольствие», являясь одним из самых необычных произведений автора. Кинг не переходит от персонажа к персонажу, давая полное представление о каждом из них, как это было в тридцати предшествующих работах, а фокусируется исключительно на Долорес. Ведение повествования от первого лица допускает более личные интерпретации происходящего, так как рассказчик не может быть сбалансированным. Единственное произведение, которое было написано в том же стиле, — повесть «Тело». Чувства к мужу, дружба с Верой и отношения с дочерью — лучшее, что есть в книге. «Повторное прочтение [„Долорес Клейборн“] изменило моё мнение о ещё одном романе Кинга<…> Как только я закончил, я поднял трубку и позвонил моей матери. Просто сказать привет».
Долорес в романе предстаёт как ожесточённая, откровенная, честная, щедрая, самоотверженная и в конечном счёте любящая. «Я просто старушка с грязным характером и гнусным ртом», — говорит она о себе. Драматическое мастерство Кинга позволяет проникнуться к ней сочувствием. «В конце концов, это уже не конфликт между одной хорошей женщиной и одним плохим мужчиной, но неравная битва полов в целом», — писала The New York Times. У главной героини говорящая фамилия: «Клейборн» означает «рождённая из праха»:228-229. В отличие от других женщин, Долорес сделана не из ребра, а, как и библейский Адам, сотворена из праха земли. Долорес — мощная титульная фигура, эксцентричная островитянка, которая не любит пустой болтовни, — отмечал критик Time Джон Скоу.
Джордж Бим из так называемой «трилогии свободы», в которые также входят «Игра Джералда» и «Роза Марена», считал именно «Долорес Клейборн» наиболее сильным романом. На протяжении длительного повествования Кинг даёт полное и ясное обвинительное заключение всем уродливым частям сельского общества штата Мэн, рассказывая первоклассную историю. Аудиоверсия книги получила похвалу за голос Фрэнсис Стернхаген, который звучал одновременно интимно и экстравертно. Стернхаген говорит от сердца и никогда не звучит натянуто или искусственно. Все герои книги в её исполнении выпуклы, будь то подавленная Селена, суровая начальница или подозрительный детектив.

## Адаптации
Роман был экранизирован в 1995 году режиссёром Тейлором Хэкфордом. Адаптировал текст сценарист Тони Гилрой. Роль Долорес исполнила Кэти Бейтс, которая ранее сыграла Энни Уилкс в другой экранизации Кинга — «Мизери». Образ Селены воплотила Дженнифер Джейсон Ли. Фильм был положительно встречен критиками. Рейтинг ленты на агрегаторе Rotten Tomatoes составил 83 % из 100 возможных. Кинолента понравилась и писателю. «Прекрасный фильм для просмотра, особенно если рассматривать его как упражнение в кинематографии и технических возможностях использования камеры и цветов в качестве активных проводников для представления истории», — заявлял Кинг. Отношения матери и дочери в фильме заметно потеснили вражду и дружбу Веры с Долорес:272. Режиссёр смешивает сцены из прошлого и настоящего героев. Несмотря на благоприятные отзывы картина многими забыта и не упоминается поклонниками среди любимых адаптаций Стивена Кинга. «Возможно, причиной тому сама Долорес — обычная женщина, которая борется за то, чтобы прожить день, а за ним — следующий, и день после него. Некоторым людям нелегко это принять. Как говорит Вера: „Это удручающе мужской мир, в котором мы живём, Долорес“».
Фильм снимался в рыбацком поселке на острове Новая Шотландия, где во время съёмок случился пожар, принёсший большие убытки. Впрочем, постановщики покрыли их за счёт кассовых сборов:272. В прокате кинокартина собрала около 24 млн $. Бейтс гордилась своей ролью в фильме, хоть и считала, что запомнят её в основном по «Мизери». «Долорес Клэйборн» остаётся любимым фильмом, в котором она снималась. В книге Долорес фактически сразу сознаётся в убийстве мужа. Так как данный поворот не очень кинематографичен, эта часть истории была изменена, и о деталях произошедшего зритель узнаёт не сразу. Фактически вся линия со взрослой Селеной была придумана сценаристом Тони Гилроем и не имела книжной первоосновы.
Роман также был адаптирован в формате оперы с одноимённым названием, которую критики прозвали «американской „Тоской“». Опера была представлена публике 4 октября 2013 года в Сан-Франциско. Роль Долорес исполнила Патриша Расетт, сменив отказавшуюся от участия по причине болезни Долору Заджик. Режиссировал постановку Джеймс Робинсон. Обозреватель The New York Times Захари Вулф писал, что «Долорес» получилась интимной монодрамой, которую растянули, чтобы заполнить двухактную структуру. По его мнению, несмотря на талантливый актёрский состав и привлекательную постановку, опера профессионально исполненная, но не захватывающая. Позже, в октябре 2017 года, постановка демонстрировалась в Нью-Йорке в несколько изменённом виде. В частности композитор Тобиас Пикер отказался от оркестра в пользу камерной музыки. Эту версию режиссировал Майкл Капассо. «„Долорес Клейборн“ уникальна в творчестве Стивена Кинга, потому что это настоящая психологическая драма<…> В ней есть убийство и самоубийство, а также обязательный любовный треугольник, хотя он находится между тремя женщинами. Это великая история, которую мастерски рассказал Кинг», — отзывался Пикер.